# Khu vực phòng thủ Hel

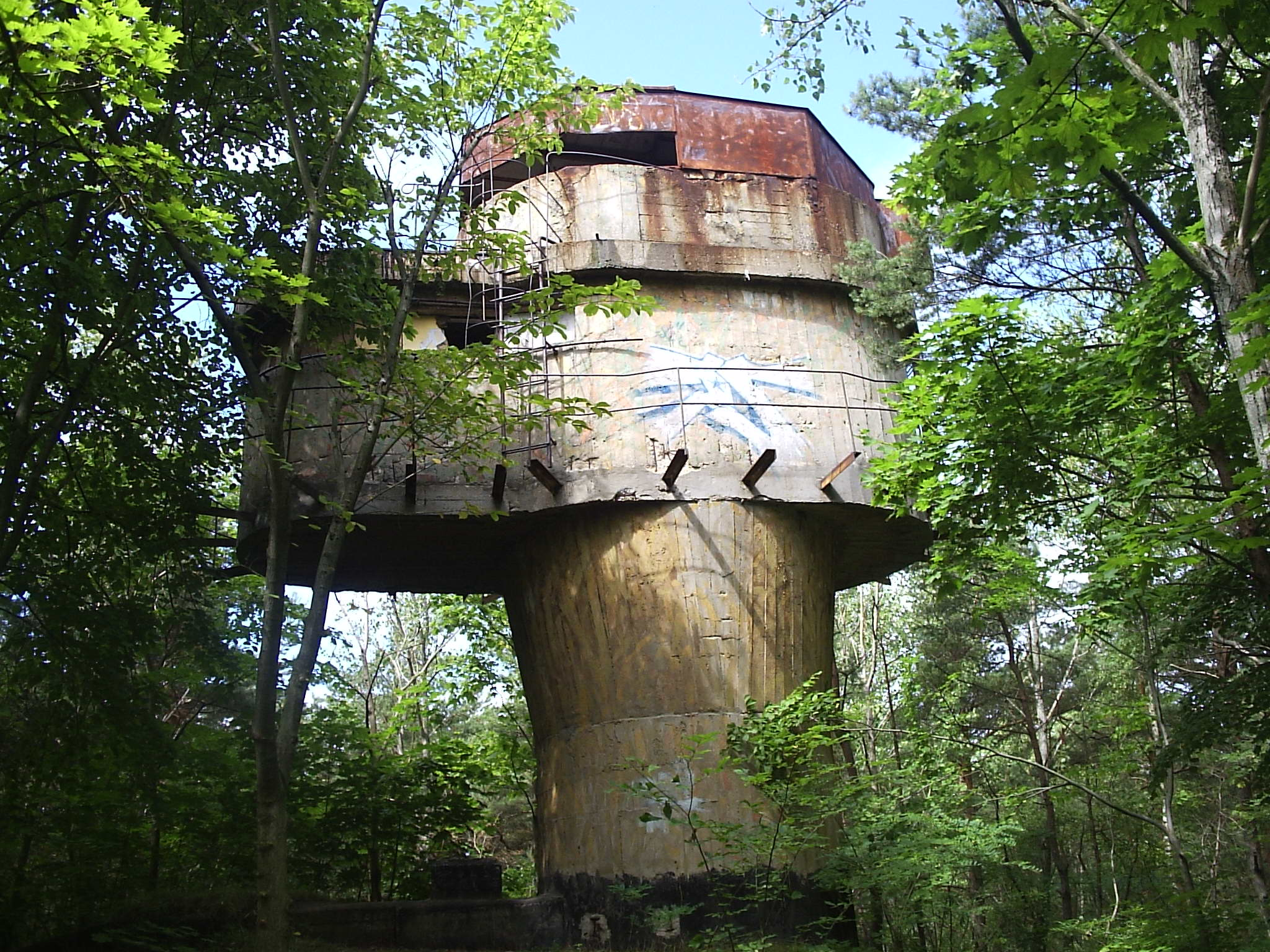
Tháp quan sát tại Hel

Khu vực phòng thủ Hel (tiếng Ba Lan: Rejon Umocniony Hel) là một tập hợp các pháo đài của Ba Lan, được xây dựng trên bán đảo Hel ở phía bắc Ba Lan, gần với biên giới giữa Ba Lan và Đức Quốc Xã. Nó được tạo dựng vào năm 1936, theo sắc lệnh của Tổng thống Ignacy Moscicki. Nó bao phủ hầu hết một phần của bán đảo, trong Cuộc tấn công Ba Lan năm 1939, đây là nơi cuối cùng của Ba Lan đầu hàng quân Wehrmacht xâm lược. (để biết thêm thông tin, xem Trận Hel). Trong Thế chiến II, căn cứ hải quân ở Hel được sử dụng làm nơi huấn luyện chính cho các thủy thủ đoàn tàu ngầm Đức 

## Lịch sử

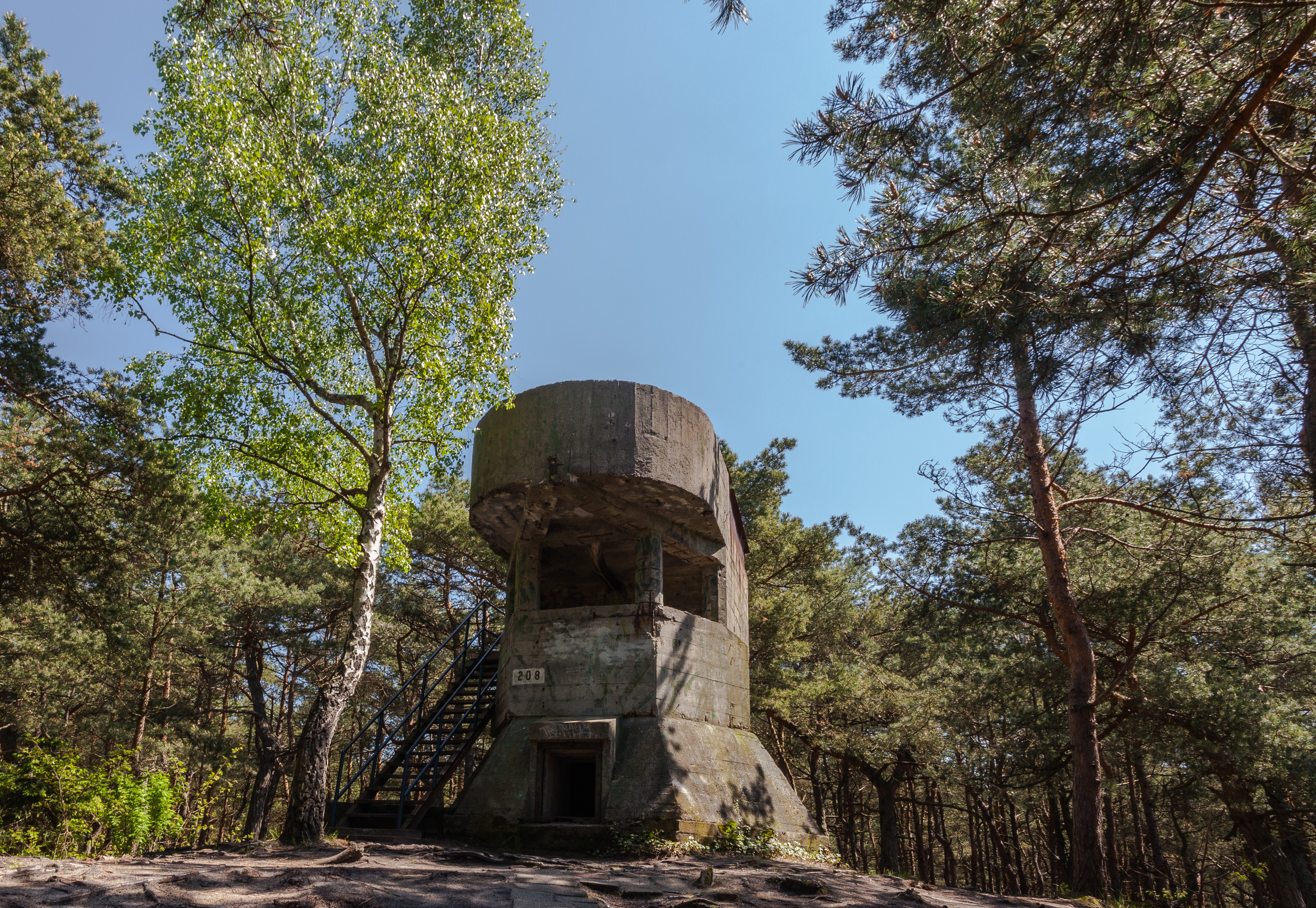
Một tháp quan sát.

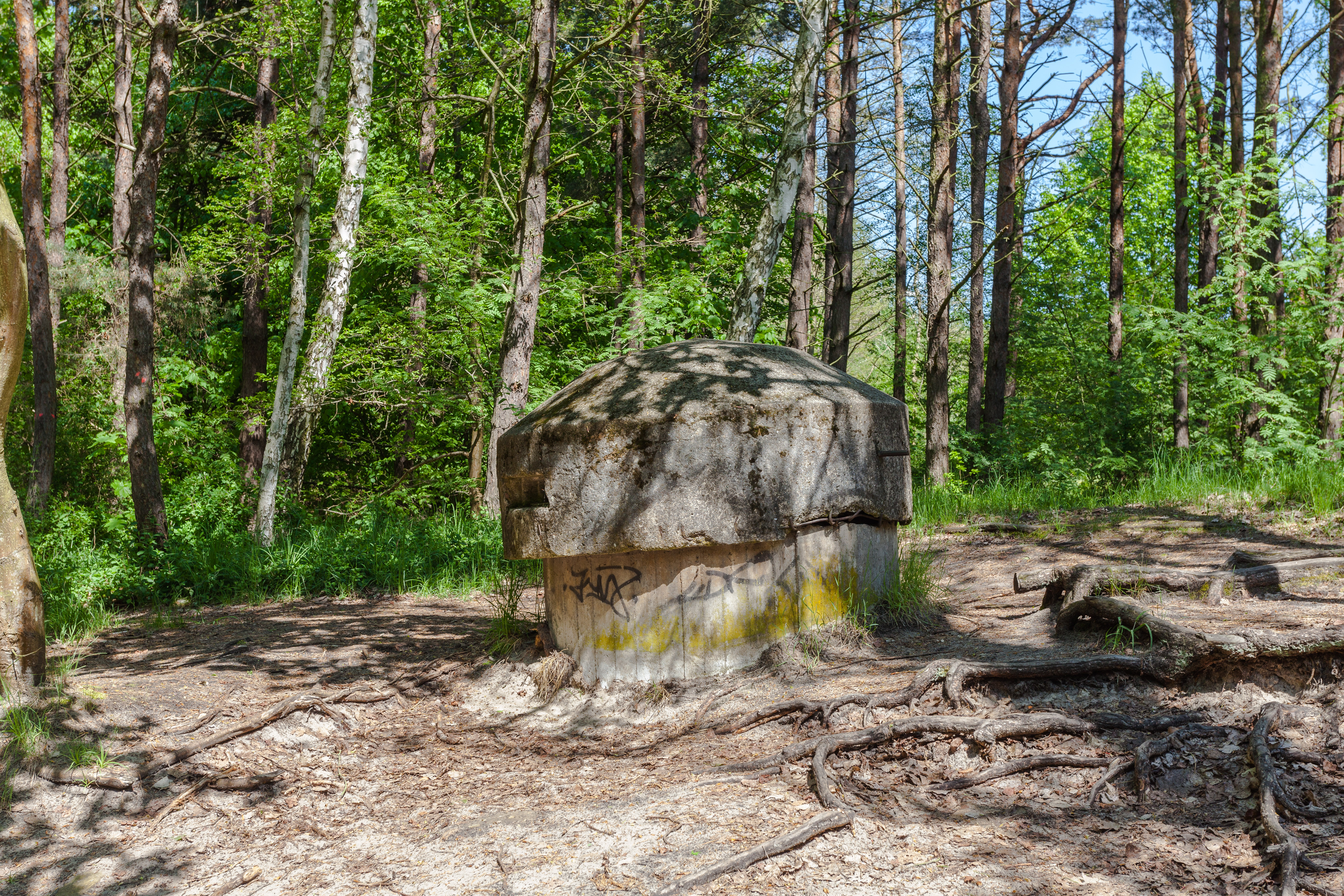
Hầm.

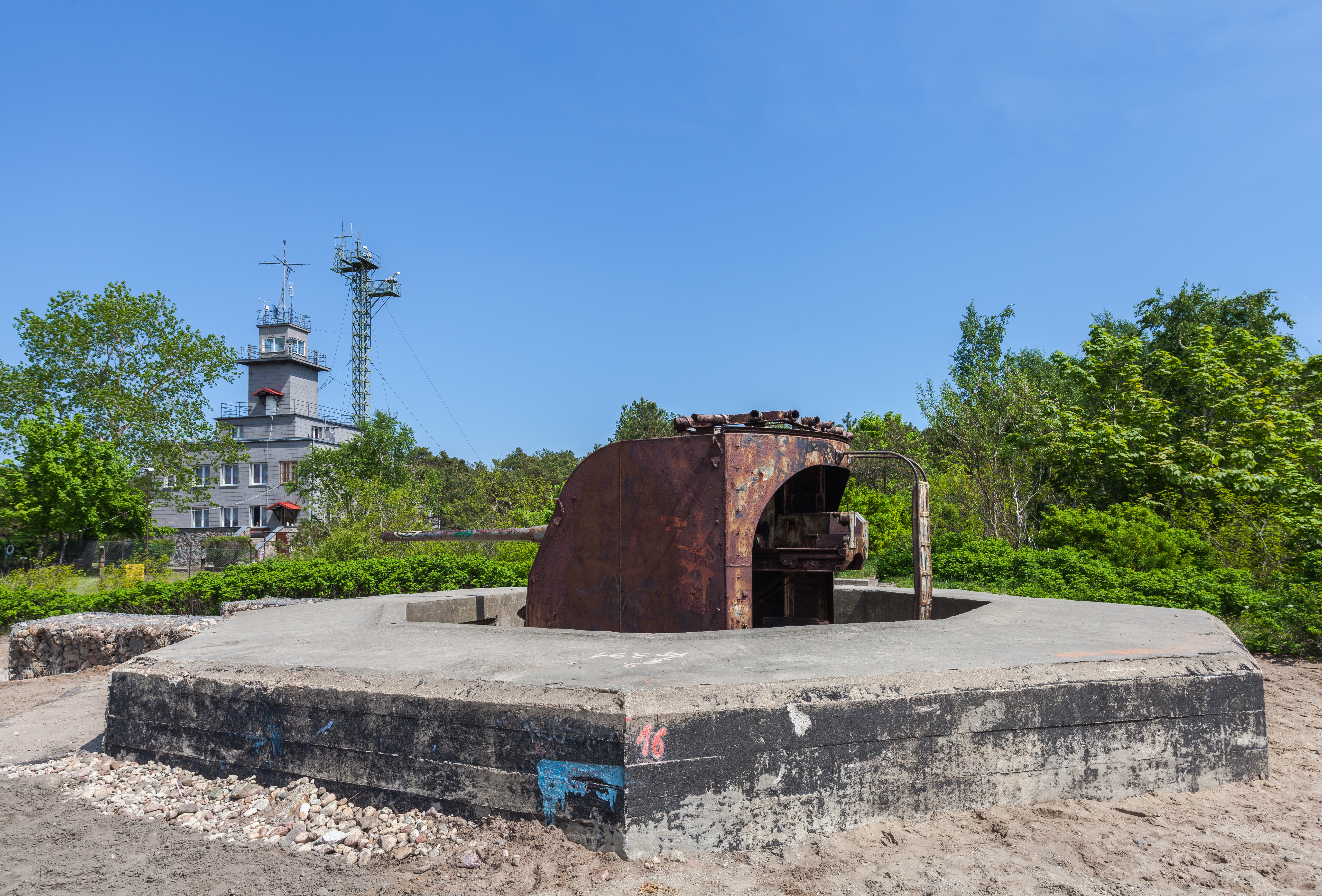
Súng 100 mm.

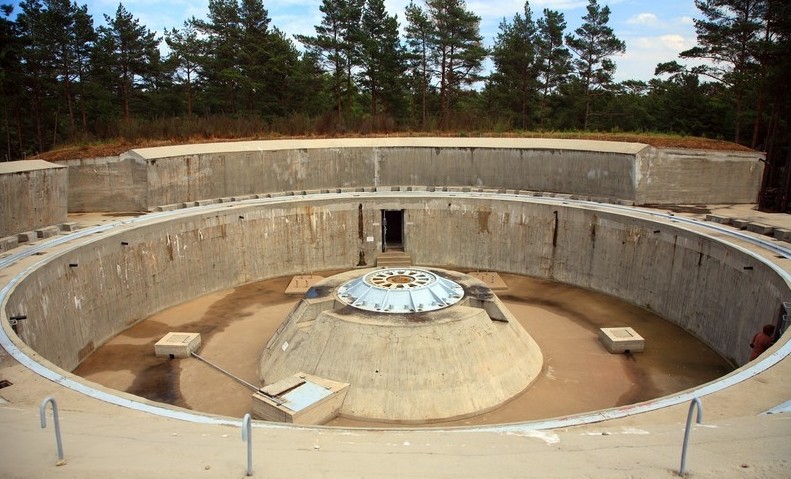
Pin B2 Schleswig-Holstein

Sau khi Ba Lan giành lại độc lập vào mùa thu năm 1918 (xem: Phân vùng Ba Lan) và "lễ cưới mang tính biểu tượng" với Biển Baltic của các đơn vị Quân đội Ba Lan dưới quyền Tướng Józef Haller de Hallenburg (Puck, ngày 10 tháng 2 năm 1920), chính quyền quân sự Ba Lan bắt đầu chuẩn bị một đồn trú quân kiên cố dọc theo bờ biển. Ngay từ ngày 22 tháng 7 năm 1920, Tướng Kazimierz Sosnkowski đã ra lệnh xây dựng một tuyến đường sắt chiến lược chạy từ Puck, qua Wladyslawowo, đến Hel. Tuyến đường này được hoàn thành vào năm 1921, cùng với kết nối điện báo, bởi các đơn vị hậu cần của Quân đội Ba Lan. Một con đường đã được xây dựng dọc theo tuyến đường sắt.
Năm 1931, Quân đội Ba Lan bắt đầu xây dựng căn cứ hải quân ở Hel. Đồng thời, mũi của bán đảo, từ Jurata đến Hel, được đặt dưới quyền quản lý của quân đội. Việc xây dựng nhà ở mới và cơ sở du lịch bị cấm, việc đi lại của dân thường bị hạn chế nghiêm ngặt. Những quy định này được củng cố bởi sắc lệnh của Tổng thống Ignacy Moscicki, được ký ngày 21 tháng 8 năm 1936, chính thức tạo ra Khu vực Pháo đài Hel.
Ngay sau đó các công trình quy mô lớn bắt đầu. Một mạng lưới kết nối đường sắt, chủ yếu là khổ hẹp, được xây dựng cùng với các vị trí pháo với công sự bê tông được tăng cường. Vũ khí và thiết bị quân sự đã được mang theo. Quân đội bắt đầu hiện đại hóa căn cứ hải quân tại Hel. Căn cứ được thiết kế bởi Wlodzimierz Szawernowski, được xây dựng vào năm 1931 bởi một Doanh nghiệp Ba Lan-Pháp tại một địa điểm được gọi là Stary Hel (Old Hel). Một nhà máy điện ngầm được đặt cách cảng khoảng 1,5 km về phía bắc, cũng trong các khu rừng lân cận, nơi che giấu kho tàng đạn, mìn và ngư lôi được xây dựng. Một hồ chứa dầu khí ngầm đã được xây dựng, với một đường ống đến cảng. Mặc dù Khu vực Pháo đài Hel không được chính thức tạo ra cho đến năm 1936, Quân đội Ba Lan đã mua sắm các thiết bị cho nó trước đó. Vào tháng 7 năm 1935, bốn khẩu súng Bofors (152 mm) do Thụy Điển sản xuất được mua và đưa đến Gdynia trên tàu vận chuyển ORP Wilia. Được vận chuyển đến Hel bằng tàu hỏa, súng được lắp đặt vào tháng 10 năm 1935.

## Chiến tranh thế giới thứ hai và sau chiến tranh
Trận chiến Hel là một trong những trận chiến dài nhất của Cuộc tấn công Ba Lan năm 1939. Các đơn vị của Wehrmacht tiếp cận bán đảo vào ngày 9 tháng 9 năm 1939. Hel, được bảo vệ bởi khoảng 2000 binh sĩ Ba Lan, là một nhóm biệt lập được bảo vệ lâu nhất của Quân đội Ba Lan trong toàn bộ chiến dịch. Bị cắt khỏi đất liền vào ngày 14 tháng 9 và bị bắn đạn pháo 280 mm, họ đầu hàng vào ngày 1 tháng 10 năm 1939 sau một cuộc phòng thủ ác liệt, trong đó nhiều máy bay Đức bị bắn hạ. Một số nguồn, chẳng hạn như Dictionary of Battles and Sieges, đưa ngày đầu hàng vào ngày 2 tháng 10 năm 1939.
Trong thời kỳ Đức chiếm đóng Ba Lan, Hel, trở lại với tên tiếng Đức là Hela, là một cơ sở đào tạo chính của các thuyền viên U-boat. Gần như ngay lập tức sau khi chấm dứt chiến sự, người Đức bắt đầu công việc xây dựng thêm cho căn cứ. Trong số những vật dụng khác, khẩu đội pháo Schleswig-Holstein được chế tạo cho ba khẩu súng SK C/34 40,6 cm ("súng Adolf"). Những khẩu súng này đã bắn đạn pháo nặng tới 1030 kg, và tầm bắn của chúng lên tới 56 km. Đến cuối cuộc chiến, người Đức bắt đầu xây dựng một sân bay, nhưng nó chưa bao giờ được hoàn thành. Wehrmacht cũng đã lắp đặt các trạm radar Wurzburg-Riese, vì Hela có nhiệm vụ bảo vệ cảng hải quân chính của Gdynia, đổi tên thành Gotenhafen. Vào đêm 3 tháng 4 năm 1945, người Đức đã thực hiện Chiến dịch Walpurgisnacht, trong đó hàng ngàn binh lính và người tị nạn đã được vận chuyển từ Gdynia đến Hela. Những người lính Đức trên bán đảo đã đẩy lùi một số cuộc tấn công của Liên Xô và đầu hàng vào ngày 14 tháng 5 năm 1945, sáu ngày sau khi Đức bị bắt.
Tại Cộng hòa Nhân dân Ba Lan, Hel không mất đi tầm quan trọng chiến lược. Bán đảo là một trong những căn cứ quân sự được bảo vệ nhất của đất nước. Căn cứ được xây dựng lại và củng cố, với số súng 130 mm do Liên Xô chế tạo. Thời gian trôi qua, học thuyết quân sự mới làm giảm giá trị của pháo binh ven biển. Do đó, tất cả các khẩu đội pháo ven biển ở Ba Lan đã ngừng hoạt động. Tất cả mọi thứ còn lại là vào năm 1999 được chỉ định là di tích quân sự.

## Hiện tại

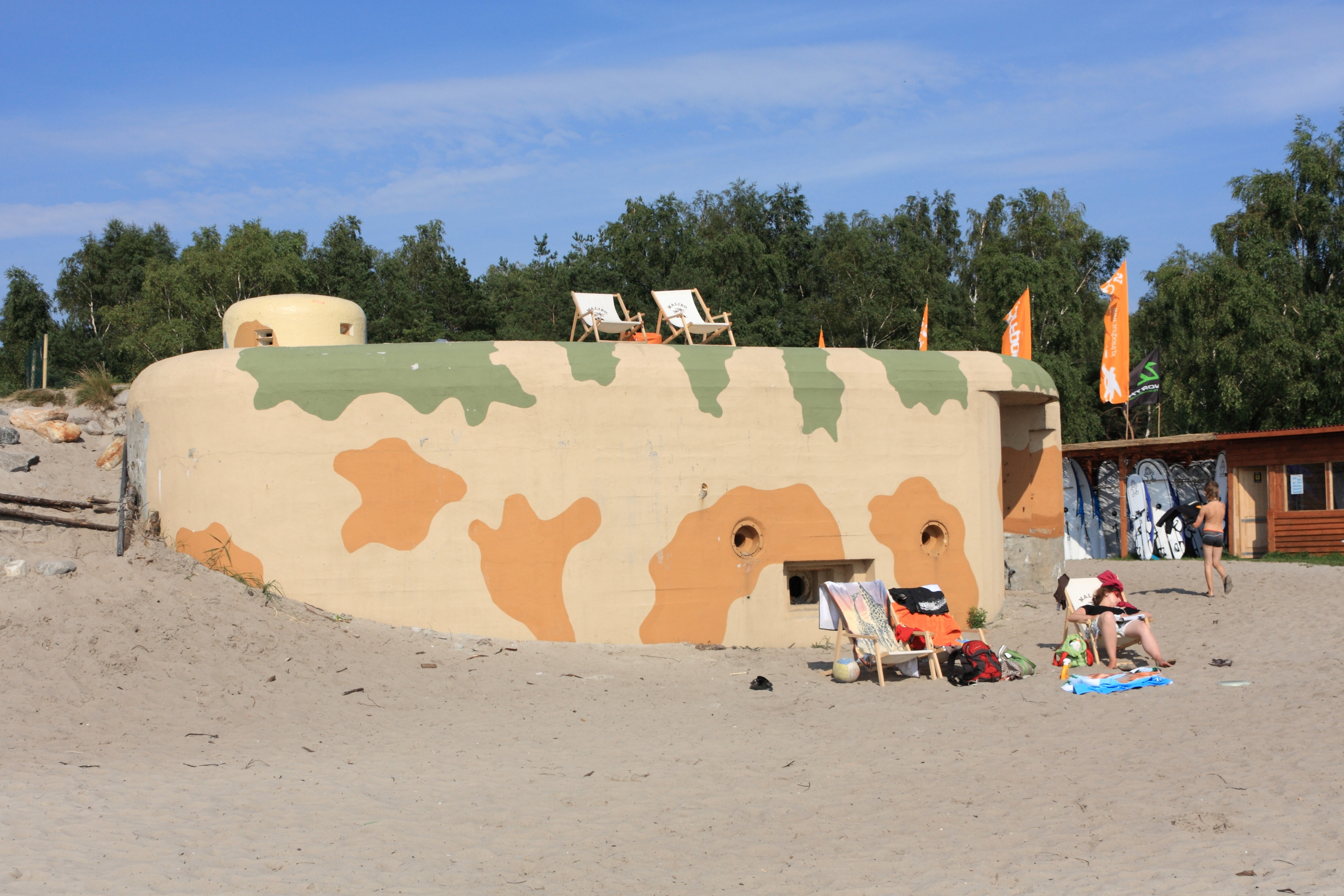
Bunker "Sokół" hiện đang nằm trong một khu cắm trại và lướt ván.

Việc vào một số khu vực của Khu vực phòng thủ Hel bị quân đội hạn chế, nhưng hầu hết các địa điểm đều mở cửa cho khách du lịch. Trong số các di tích đáng chú ý nhất là:
- Khẩu đội pháp Laskowski số 1 (1935), vào cuối những năm 1930, bốn súng 152 mm Bofors được đặt. Năm 1948, khẩu đội pháo được làm lại, tên của nó được đổi thành 13 BAS và súng hải quân B-13 130 mm do Liên Xô sản xuất được gắn. Một trong những khẩu súng này vẫn có thể được nhìn thấy,
- Khẩu đội pháo 21 (1935), trong đó 2 Schneider 75   súng mm được đặt,
- Cột trụ của bốn chiếc B-34U 100 mm do Liên Xô sản xuất (1955), với một trong số chúng vẫn nằm ở đó,
- Sáu cột trụ của khẩu đội pháo Schleswig-Holstein. Chúng được xây dựng bởi người Đức vào năm 1940. Được làm bằng bê tông cốt thép, chúng trưng bày súng 40,6 cm SK C / 34 Cảnh Adolf | Cùng với các bài viết, boongke, tháp quan sát và tạp chí về đạn dược đã được xây dựng,
- Khẩu đội pháo số 31 - nằm ở đầu nguồn,
- Khẩu đội pháo số 32 (tiếng Hy Lạp cổ) (ban đầu là hai khẩu súng trường Schneider 105   mm), ở khoảng cách giữa từ Hel đến Jurata,
- Khẩu đội pháo 33 (Mã Đan Mạch) (ban đầu là hai khẩu súng trường Schneider 105   mm), tại mũi phía bắc của thị trấn Hel,
- Khẩu đội pháo 41, phía tây Jastarnia, nhắm vào vịnh Gdańsk,
- Khẩu đội pháo 42, phía đông Jastarnia, nhắm vào biển Baltic,
- Khẩu đội pháo, gần cảng Władysławowo, vào ngày 8 tháng 9 năm 1939, chuyển đến Chałupy,
- Ở Jastarnia, có bốn boongke của tuyến phòng thủ trên bộ chính của Ba Lan. Các boongke này được đặt tên là Sokół, Sabała, Saragossa và Sęp.[10]

Tất cả các công sự của Hel là vào năm 1999 được thêm vào sổ đăng ký di tích quân sự Ba Lan.